# Мусин-Пушкин, Иван Клавдиевич
Ива́н Клавди́евич Му́син-Пу́шкин (1783—1822), российский командир эпохи наполеоновских войн, генерал-майор Русской императорской армии.

## Биография
Иван Мусин-Пушкин родился в дворянской семье. В три года был записан в Измайловский лейб-гвардии полк подпрапорщиком, 8 сентября 1798 года произведён в чин прапорщика.
Сражался в войнах третьей и четвёртой коалиций, состоя с 5 октября 1806 года адъютантом к Великого Князя Константина Павловича. Был ранен и за отличие награждён орденом Святого Владимира 4-й степени с бантом.
После вторжения армии Наполеона в пределы Российской империи, с Измайловским полком (в составе 2-й бригады гвардейской пехотной дивизии входил в 5-й резервный (гвардейский) корпус 1-й Западной армии) принимал участие в ряде ключевых битв Отечественной войны 1812 года. При Бородино принял командование измайловцами после тяжёлого ранения командира полка М. Е. Храповицкого и ранений более старших офицеров И. Ф. Удома и И. Т. Козлянинова. В том же сражении вступил в командование 2-й бригадой гв. пех. дивизии. Был контужен осколком ядра в грудь. За это сражение удостоен ордена Святого Владимира 3-й степени. Позднее находился в сражениях при Тарутине, Малоярославце и Красном. 
После изгнания неприятеля из России, принял участие в заграничном походе русской армии. В кампанию 1813 года сражался под Лютценом и Баутценом (отмечен алмазными знаками к орд. Св. Анны 2-й ст.), Пирной и Кульмом, где получил контузию картечью в голову. В сентябре 1813 года за отличие награждён чином ген.-майора и назначен шефом Витебского пехотного полка, с которым участвовал в Лейпцигском сражении и находился при осаде Майнца. В кампанию 1814 за отличие в сражениях при Бриенн-ле-Шато и Ла-Ротьере награждён золотой шпагой «За храбрость» с алмазами; затем был в боях при Шампобере, Мери, Мо, Лези (контужен в левую ногу) и под Парижем. После окончания воен. действий с 29.8.1814 командовал 3-й бригадой 15-й пех. дивизии, участвовал в 2-м походе во Францию (1815).
Вернувшись в Россию командовал 1-й бригадой 16-й и пехотной дивизии. В 1815 вновь участвовал в походе во Францию, вернувшись из которого подал в отставку по состоянию здоровья.
Иван Клавдиевич Мусин-Пушкин 2-й умер в 1822 году.
Был женат (с 21 января 1812 года) на Марии Федоровне Шиц (ум. 22.12.1833) имел дочь Клавдию (10.01.1815) и двух сыновей — Павла (01.07.1816—19.05.1895) и Леонида (01.01.1819).